# European Challenge Cup 2010-11

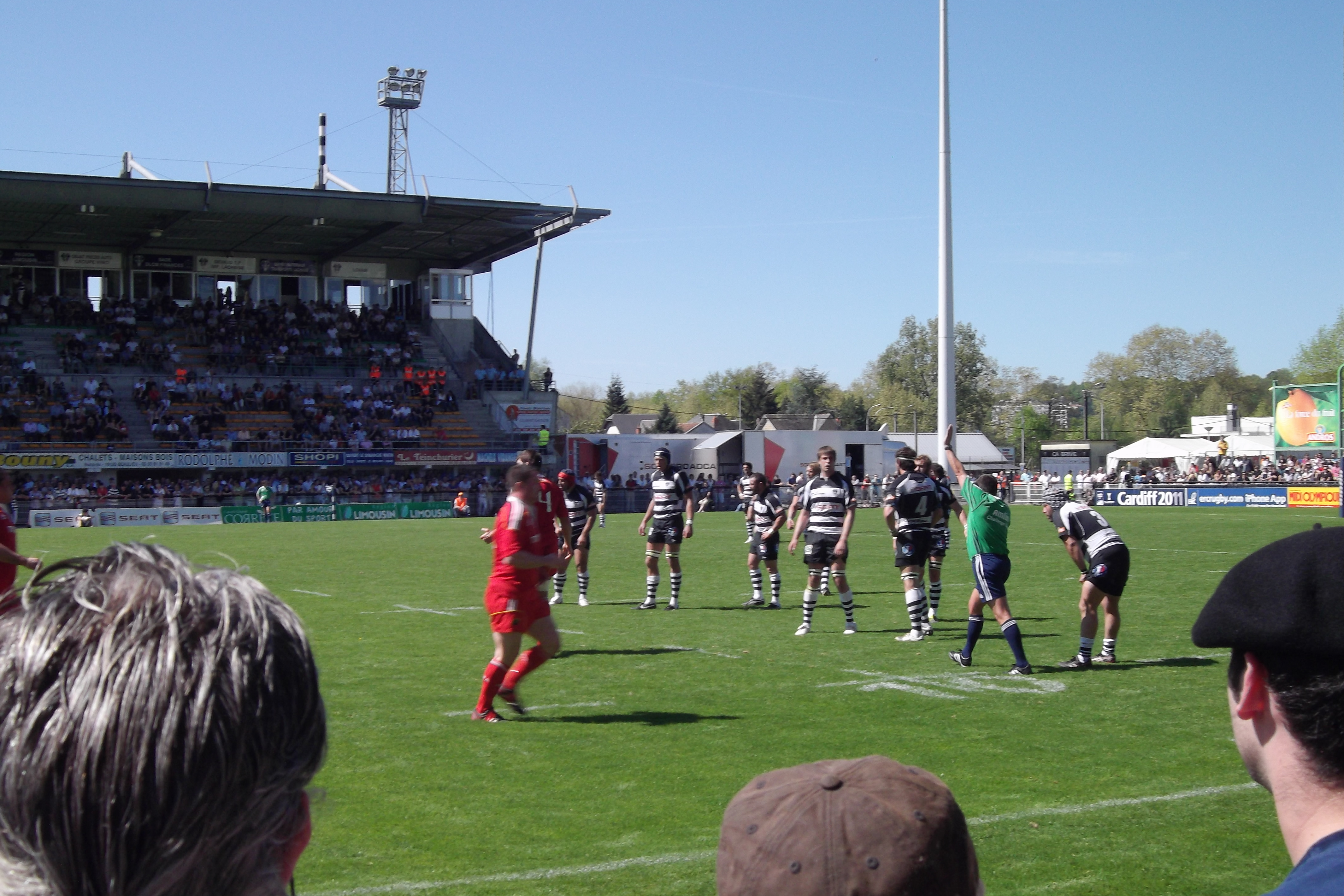
La temporada 2010-2011 de la European Challenge Cup fue la 16.ª edición de la segunda competición continental del rugby europeo

La temporada 2010-2011 de la European Challenge Cup fue la 16.ª edición de la segunda competición continental del rugby europeo. Como viene siendo habitual los últimos años, 20 serán los equipos participantes, divididos en 5 grupos de 4, para afrontar la primera fase de la competición, que es la fase de grupos. Tras las 6 jornadas correspondientes a esta primera fase, vendrán los cuartos de final y semifinales, a partido único, y la final. La primera jornada se disputó el 8 de octubre de 2010, y la gran final tendrá lugar en mayo de 2011.
El equipo que defenderá su título obtenido la pasada temporada es Cardiff Blues, que logró por primera ocasión proclamarse campeón, venciendo en la final a RC Toulon.
Este año Francia aporta 7 equipos al torneo, Inglaterra 6, Italia 4, Irlanda 1, Rumanía 1 y España 1. 
El club español que participa esta temporada en la European Challenge Cup es El Salvador de Valladolid como campeón de la Liga Española de Rugby en la temporada 2009/10.

## Fase de liguillas
| \| GRUPO 1 \| |            |        |         |           |         |          |               |               |  |  |  |  |  |  |
|               | Equipo     | Puntos | Jugados | Victorias | Empates | Derrotas | Bonus ensayos | Bonus derrota |  |  |  |  |  |  |
| 1             | Harlequins | 24     | 6       | 5         | 0       | 1        | 3             | 1             |  |  |  |  |  |  |
| 2             | Connacht   | 15     | 6       | 3         | 0       | 3        | 1             | 2             |  |  |  |  |  |  |
| 3             | Bayonne    | 15     | 6       | 3         | 0       | 3        | 2             | 1             |  |  |  |  |  |  |
| 4             | Cavalieri  | 4      | 6       | 1         | 0       | 5        | 0             | 0             |  |  |  |  |  |  |
|               |            |        |         |           |         |          |               |               |  |  |  |  |  |  |
| GRUPO 1       |            |        |         |           |         |          |               |               |  |  |  |  |  |  |

| GRUPO 1 |

| Jornada | _____Local_____ | Resultado | ___Visitante___ |
| ------- | --------------- | --------- | --------------- |
| 1       | Cavalieri       | 23-21     | Connacht        |
| 1       | Bayonne         | 16-12     | Harlequins      |
| 2       | Connacht        | 16-13     | Bayonne         |
| 2       | Harlequins      | 55-7      | Cavalieri       |
| 3       | Harlequins      | 20-9      | Connacht        |
| 3       | Bayonne         | 65-7      | Cavalieri       |
| 4       | Connacht        | 9-15      | Harlequins      |
| 4       | Cavalieri       | 7-31      | Bayonne         |
| 5       | Bayonne         | 21-35     | Connacht        |
| 5       | Cavalieri       | 16-48     | Harlequins      |
| 6       | Connacht        | 83-7      | Cavalieri       |
| 6       | Harlequins      | 39-17     | Bayonne         |

| \| GRUPO 2 \| |             |        |         |           |         |          |               |               |  |  |  |  |  |  |
|               | Equipo      | Puntos | Jugados | Victorias | Empates | Derrotas | Bonus ensayos | Bonus derrota |  |  |  |  |  |  |
| 1             | Brive       | 27     | 6       | 6         | 0       | 0        | 3             | 0             |  |  |  |  |  |  |
| 2             | Sale Sharks | 21     | 6       | 4         | 0       | 2        | 4             | 1             |  |  |  |  |  |  |
| 3             | Petrarca    | 6      | 6       | 1         | 0       | 5        | 1             | 1             |  |  |  |  |  |  |
| 4             | El Salvador | 4      | 6       | 1         | 0       | 5        | 0             | 0             |  |  |  |  |  |  |
|               |             |        |         |           |         |          |               |               |  |  |  |  |  |  |
| GRUPO 2       |             |        |         |           |         |          |               |               |  |  |  |  |  |  |

| GRUPO 2 |

| Jornada | _____Local_____ | Resultado | ___Visitante___ |
| ------- | --------------- | --------- | --------------- |
| 1       | Sale Sharks     | 97-11     | El Salvador     |
| 1       | Brive           | 32-6      | Petrarca        |
| 2       | Petrarca        | 9-56      | Sale Sharks     |
| 2       | El Salvador     | 3-116     | Brive           |
| 3       | Petrarca        | 37-10     | El Salvador     |
| 3       | Brive           | 18-9      | Sale Sharks     |
| 4       | El Salvador     | 37-16     | Petrarca        |
| 4       | Sale Sharks     | 13-15     | Brive           |
| 5       | Brive           | 52-3      | El Salvador     |
| 5       | Sale Sharks     | 54-0      | Petrarca        |
| 6       | El Salvador     | 5-50      | Sale Sharks     |
| 6       | Petrarca        | 20-24     | Brive           |

| \| GRUPO 3 \| |                   |        |         |           |         |          |               |               |  |  |  |  |  |  |
|               | Equipo            | Puntos | Jugados | Victorias | Empates | Derrotas | Bonus ensayos | Bonus derrota |  |  |  |  |  |  |
| 1             | Montpellier       | 21     | 6       | 5         | 0       | 1        | 1             | 0             |  |  |  |  |  |  |
| 2             | Exeter Chiefs     | 16     | 6       | 3         | 0       | 3        | 1             | 3             |  |  |  |  |  |  |
| 3             | Newcastle Falcons | 9      | 5       | 2         | 0       | 3        | 0             | 1             |  |  |  |  |  |  |
| 4             | Bourgoin          | 6      | 5       | 1         | 0       | 4        | 1             | 1             |  |  |  |  |  |  |
|               |                   |        |         |           |         |          |               |               |  |  |  |  |  |  |
| GRUPO 3       |                   |        |         |           |         |          |               |               |  |  |  |  |  |  |

| GRUPO 3 |

| Jornada | _____Local_____ | Resultado | ___Visitante___ |
| ------- | --------------- | --------- | --------------- |
| 1       | Newcastle       | 22-16     | Bourgoin        |
| 1       | Exeter          | 13-20     | Montpellier     |
| 2       | Montpellier     | 32-8      | Newcastle       |
| 2       | Bourgoin        | 19-34     | Exeter          |
| 3       | Montpellier     | 39-14     | Bourgoin        |
| 3       | Exeter          | 36-10     | Newcastle       |
| 4       | Bourgoin        | 36-18     | Montpellier     |
| 4       | Newcastle       | 26-24     | Exeter          |
| 5       | Exeter          | 17-6      | Bourgoin        |
| 5       | Newcastle       | 0-6       | Montpellier     |
| 6       | Bourgoin        |           | Newcastle       |
| 6       | Montpellier     | 32-30     | Exeter          |

| \| GRUPO 4 \| |                |        |         |           |         |          |               |               |  |  |  |  |  |  |
|               | Equipo         | Puntos | Jugados | Victorias | Empates | Derrotas | Bonus ensayos | Bonus derrota |  |  |  |  |  |  |
| 1             | Stade Français | 29     | 6       | 6         | 0       | 0        | 5             | 0             |  |  |  |  |  |  |
| 2             | Leeds Carnegie | 19     | 6       | 4         | 0       | 2        | 3             | 0             |  |  |  |  |  |  |
| 3             | Bucureşti Oaks | 5      | 6       | 1         | 0       | 5        | 0             | 1             |  |  |  |  |  |  |
| 4             | Crociati Parma | 5      | 6       | 1         | 0       | 5        | 0             | 1             |  |  |  |  |  |  |
|               |                |        |         |           |         |          |               |               |  |  |  |  |  |  |
| GRUPO 4       |                |        |         |           |         |          |               |               |  |  |  |  |  |  |

| GRUPO 4 |

| Jornada | _____Local_____ | Resultado | ___Visitante___ |
| ------- | --------------- | --------- | --------------- |
| 1       | Stade Français  | 57-6      | Crociati Parma  |
| 1       | Bucarest Oaks   | 9-23      | Leeds Carnegie  |
| 2       | Bucarest Oaks   | 20-19     | Crociati Parma  |
| 2       | Leeds Carnegie  | 13-22     | Stade Français  |
| 3       | Bucarest Oaks   | 20-29     | Stade Français  |
| 3       | Leeds Carnegie  | 55-6      | Crociati Parma  |
| 4       | Stade Français  | 35-7      | Bucarest Oaks   |
| 4       | Crociati Parma  | 6-46      | Leeds Carnegie  |
| 5       | Crociati Parma  | 16-12     | Bucarest Oaks   |
| 5       | Stade Français  | 39-10     | Leeds Carnegie  |
| 6       | Crociati Parma  | 17-34     | Stade Français  |
| 6       | Leeds Carnegie  | 26-6      | Bucarest Oaks   |

| \| GRUPO 5 \| |             |        |         |           |         |          |               |               |  |  |  |  |  |  |
|               | Equipo      | Puntos | Jugados | Victorias | Empates | Derrotas | Bonus ensayos | Bonus derrota |  |  |  |  |  |  |
| 1             | La Rochelle | 24     | 6       | 5         | 0       | 1        | 3             | 1             |  |  |  |  |  |  |
| 2             | Gloucester  | 21     | 6       | 4         | 0       | 2        | 3             | 2             |  |  |  |  |  |  |
| 3             | Agen        | 15     | 6       | 3         | 0       | 3        | 2             | 1             |  |  |  |  |  |  |
| 4             | Rovigo      | 0      | 6       | 0         | 0       | 6        | 0             | 0             |  |  |  |  |  |  |
|               |             |        |         |           |         |          |               |               |  |  |  |  |  |  |
| GRUPO 5       |             |        |         |           |         |          |               |               |  |  |  |  |  |  |

| GRUPO 5 |

| Jornada | _____Local_____ | Resultado | ___Visitante___ |
| ------- | --------------- | --------- | --------------- |
| 1       | Agen            | 26-19     | Gloucester      |
| 1       | Rovigo          | 3-38      | La Rochelle     |
| 2       | Gloucester      | 90-7      | Rovigo          |
| 2       | La Rochelle     | 30-23     | Agen            |
| 3       | Rovigo          | 10-33     | Agen            |
| 3       | La Rochelle     | 6-13      | Gloucester      |
| 4       | Agen            | 61-11     | Rovigo          |
| 4       | Gloucester      | 18-24     | La Rochelle     |
| 5       | Agen            | 17-28     | La Rochelle     |
| 5       | Rovigo          | 7-55      | Gloucester      |
| 6       | Gloucester      | 60-7      | Agen            |
| 6       | La Rochelle     | 71-17     | Rovigo          |

Al término de la fase de liguillas, los 5 equipos clasificados en primer lugar han pasado directamente a la fase de cuartos de final, así como los 3 mejores equipos de la Heineken Cup que no lograron lo propio en esa competición.

## Fase de Play Offs
Los equipos provenientes de la Heineken Cup son Munster Rugby, London Wasps y ASM Clermont, 3 de los mejores equipos del continente, lo que unido a la presencia de Stade Français desde el comienzo del torneo, aumentará no sólo el nivel de la competición en estos últimos pasos, sino que también aumentará la atención de los medios y de los aficionados en los Play Offs.
|  | Cuartos de final     | Cuartos de final     |                |               | Semifinales                   | Semifinales                   |  |                | Final              | Final              |  |
|  | 7-9 de abril de 2011 | 7-9 de abril de 2011 |                |               | 30 de abril-1 de mayo de 2011 | 30 de abril-1 de mayo de 2011 |  |                | 20 de mayo de 2011 | 20 de mayo de 2011 |  |
|  |                      |                      |                |               |                               |                               |  |                |                    |                    |  |
|  |                      |                      |                |               |                               |                               |  |                |                    |                    |  |
|  | La Rochelle          | 13                   |                |               |                               |                               |  |                |                    |                    |  |
|  | La Rochelle          | 13                   |                |               |                               |                               |  |                |                    |                    |  |
|  | ASM Clermont         | 23                   |                |               |                               |                               |  |                |                    |                    |  |
|  | ASM Clermont         | 23                   |                | ASM Clermont  | 25                            |                               |  |                |                    |                    |  |
|  |                      |                      |                | ASM Clermont  | 25                            |                               |  |                |                    |                    |  |
|  |                      |                      | Stade Français | 29            |                               |                               |  |                |                    |                    |  |
|  | Stade Français       | 32                   | Stade Français | 29            |                               |                               |  |                |                    |                    |  |
|  | Stade Français       | 32                   |                |               |                               |                               |  |                |                    |                    |  |
|  | Montpellier HR       | 28                   |                |               |                               |                               |  |                |                    |                    |  |
|  | Montpellier HR       | 28                   |                |               |                               |                               |  | Stade Français | 18                 |                    |  |
|  |                      |                      |                |               |                               |                               |  | Stade Français | 18                 |                    |  |
|  |                      |                      | Harlequins     | 19            |                               |                               |  |                |                    |                    |  |
|  | CA Brive             | 37                   | Harlequins     | 19            |                               |                               |  |                |                    |                    |  |
|  | CA Brive             | 37                   |                |               |                               |                               |  |                |                    |                    |  |
|  | Munster Rugby        | 42                   |                |               |                               |                               |  |                |                    |                    |  |
|  | Munster Rugby        | 42                   |                | Munster Rugby | 12                            |                               |  |                |                    |                    |  |
|  |                      |                      |                | Munster Rugby | 12                            |                               |  |                |                    |                    |  |
|  |                      |                      | Harlequins     | 20            |                               |                               |  |                |                    |                    |  |
|  | Harlequins           | 32                   | Harlequins     | 20            |                               |                               |  |                |                    |                    |  |
|  | Harlequins           | 32                   |                |               |                               |                               |  |                |                    |                    |  |
|  | London Wasps         | 22                   |                |               |                               |                               |  |                |                    |                    |  |
|  | London Wasps         | 22                   |                |               |                               |                               |  |                |                    |                    |  |
|  |                      |                      |                |               |                               |                               |  |                |                    |                    |  |

| Bandera de Inglaterra |
| Campeón Harlequins    |
| Tercer título         |